# Liste der Monuments historiques in Sainte-Soulle
Die Liste der Monuments historiques in Sainte-Soulle führt die Monuments historiques in der französischen Gemeinde Sainte-Soulle auf.

## Liste der Bauwerke
| Bezeichnung                       | Beschreibung              | Standort                  | Kennzeichnung | Schutzstatus   | Datum | Bild           |
| --------------------------------- | ------------------------- | ------------------------- | ------------- | -------------- | ----- | -------------- |
| Kirche St-Laurent                 | Erbaut im 12. Jahrhundert | (Lage)                    | PA00105241    | Classé Inscrit | 1990  | weitere Bilder |
| Motte castrale de la Roche-Bertin |                           | Rue des Guillaudes (Lage) | PA00105310    | Inscrit        | 1989  |                |

## Liste der Objekte
Zum Verständnis siehe: Kirchenausstattung

### Kirche St-Laurent
| Bezeichnung                    | Beschreibung                                             | Standort | Kennzeichnung | Schutzstatus | Datum | Bild |
| ------------------------------ | -------------------------------------------------------- | -------- | ------------- | ------------ | ----- | ---- |
| Gemälde Heiliger Lautentius    | Altargemälde; Öl auf Leinwand, Ende des 19. Jahrhunderts | (Lage)   | PM17002057    | Inscrit      | 2004  |      |
| Retabel                        | Holz, farbig gefasst, Ende des 19. Jahrhunderts          | (Lage)   | PM17002058    | Inscrit      | 2004  |      |
| Gemälde Aux morts de la guerre | Öl auf Leinwand, 1920                                    | (Lage)   | PM17002059    | Inscrit      | 2004  |      |
| Taufbecken                     | Stein, bemalt, 1870                                      | (Lage)   | PM17002060    | Inscrit      | 2004  |      |